# 空中客车直升机公司
空中巴士直升機公司（Airbus Helicopter），原名歐洲直升機公司（Eurocopter），是空中巴士集團旗下的企業之一，目前為全世界最大的直升機製造公司。目前空中客车直升机公司在全球有3个零配件中心，分别设立在巴黎、达拉斯和香港。該公司總部位在法國馬里尼昂馬賽普羅旺斯機場。 现任首席执行官为鲁茨·贝特灵（Lutz Bertling）。2014年1月2日，由於歐洲航空防務與航天公司（EADS）改名為空中巴士集團，旗下歐洲直升機公司也同時更名為空中巴士直升機公司。

## 歷史
1992年，戴姆勒奔馳航空航天公司與法國航太公司將直升機部門脫離並整合，成立歐洲直升機集團（Eurocopter Group），此即為空中客车直升机公司前身。
空中客车直升机公司及前身公司在直升機發展上建立許多第一，包括第一款應用燃氣渦輪發動機的直升機（雲雀II型直升機），第一次將直升機尾螺旋槳改為涵道式尾旋翼（瞪羚直升機），第一款能在結冰環境下飛行的直升機（AS332超極美洲獅直升機），第一款將線傳飛控系統應用在直升機設計上直升機（NH90直升機），第一款將光傳飛控系統應用在直升機設計上直升機（EC135直升機），第一款能在聖母峰降落的直升機（松鼠一型直升機）。
目前空中客车直升机公司在歐洲有四個主要工廠（法國馬里尼昂與新庭，德國多瑙沃特與卡塞尔），並且在全世界擁有32家子公司及合作夥伴遍佈在澳洲布里斯本、西班牙阿爾瓦塞特、美國大草原城等地。
2014年1月2日，由於歐洲航空防務與航天公司（EADS）將旗下數個部門重組，並與空中巴士公司整合，而改名為空中巴士集團，原EADS旗下歐洲直升機公司（Eurocopter）也同時更名為空中巴士直升機公司（Airbus Helicopter）。
公司標誌的演變：

2017–現在[11]

## 產品
因歐洲直升機公司改為空中巴士直升機公司旗下生產的直升機除NH90等少數型號外均更改為「H」開頭，美軍制式型號則以「UH」開頭，軍用則以字母「M」代表
- 歐直AS355松鼠二型直升機
- 歐直AS365海豚直升機（MH-65 海豚直升機[13]）
- 歐直EC120蜂鳥直升機（HC120[15]）［與哈尔滨飞机工业集团及新加坡科技宇航公司共同開發[15]］
- 空中巴士H125直升機（歐直AS350）
- 空中巴士H125M直升機（欧直耳廓狐AS550/AS555）
- 空中巴士H130直升機（欧直EC130）
- 空中巴士H135直升機（欧直EC135）
- 空中巴士H135M（欧直EC635）
- 空中巴士H145直升機（欧直EC145[13]、H145M[16]、UH-72A[13]、UH-72B[17]）
- 空中巴士H155直升機（欧直EC155[18]、LAH輕型武裝直升機[19]）
- 空中巴士H160直升機
- 空中巴士H175直升機（AC352直升機[20]、Z15[21]）［與中國航空工業集團共同開發[20]］
- 空中巴士H215直升機（欧直AS332超级美洲狮[22]）
- 空中巴士H215M直升機（欧直AS532超级美洲狮）
- 空中巴士H225直升機（欧直EC225）
- 空中巴士H225M直升機（欧直EC725）
- 虎式直升机
- 北約直升機工業NH90直升機
- KUH-1完美雄鷹直升機（與韓國航空宇宙產業共同開發）
- X3

## 圖片

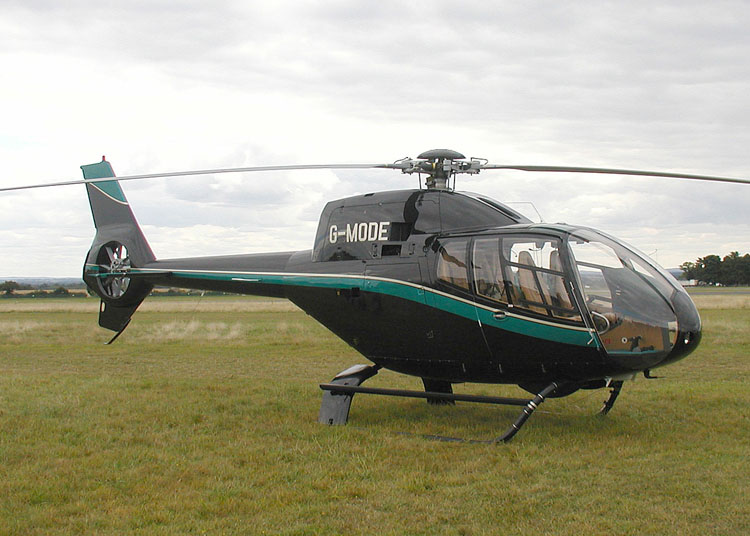
EC120
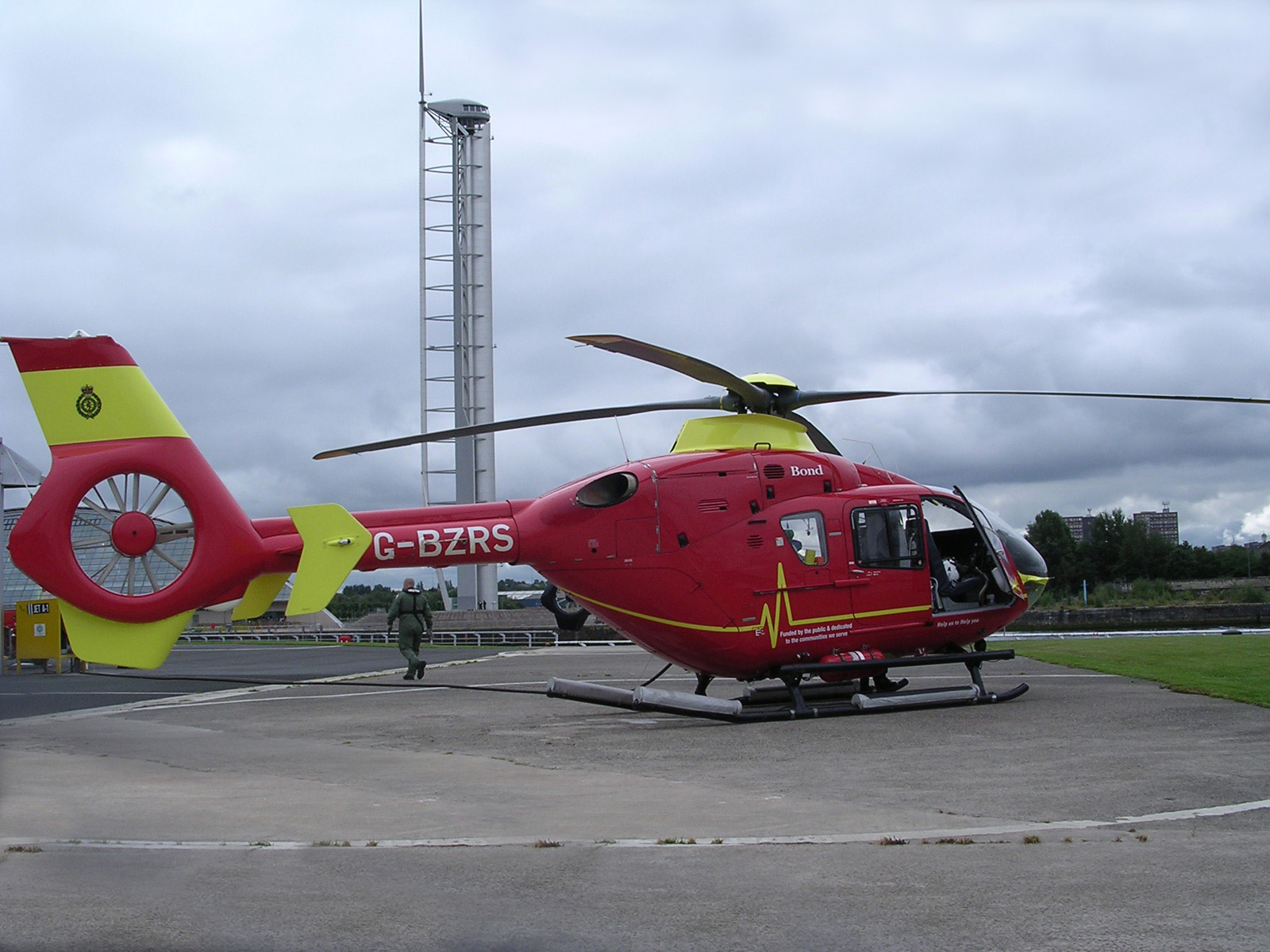
EC135
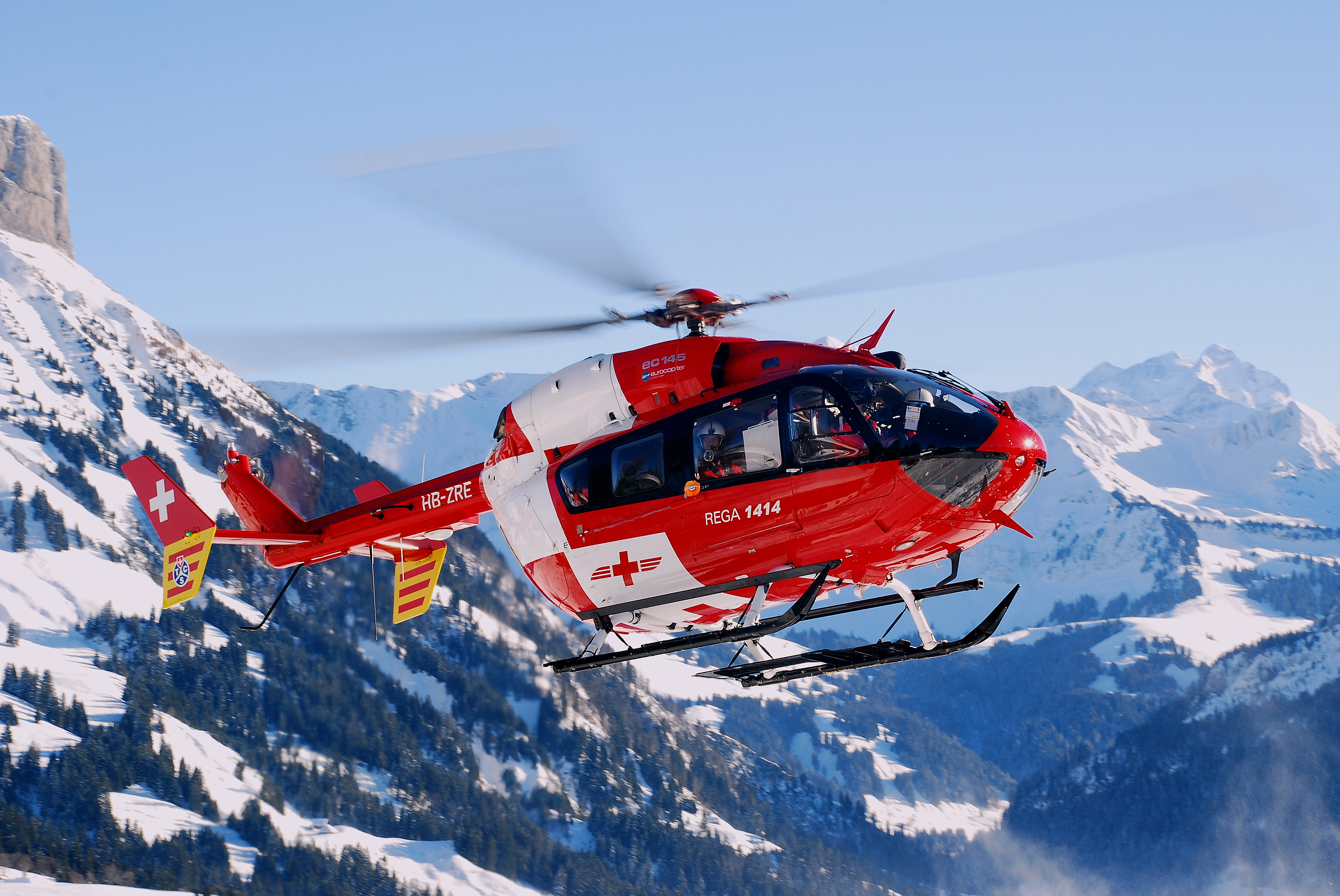
EC145
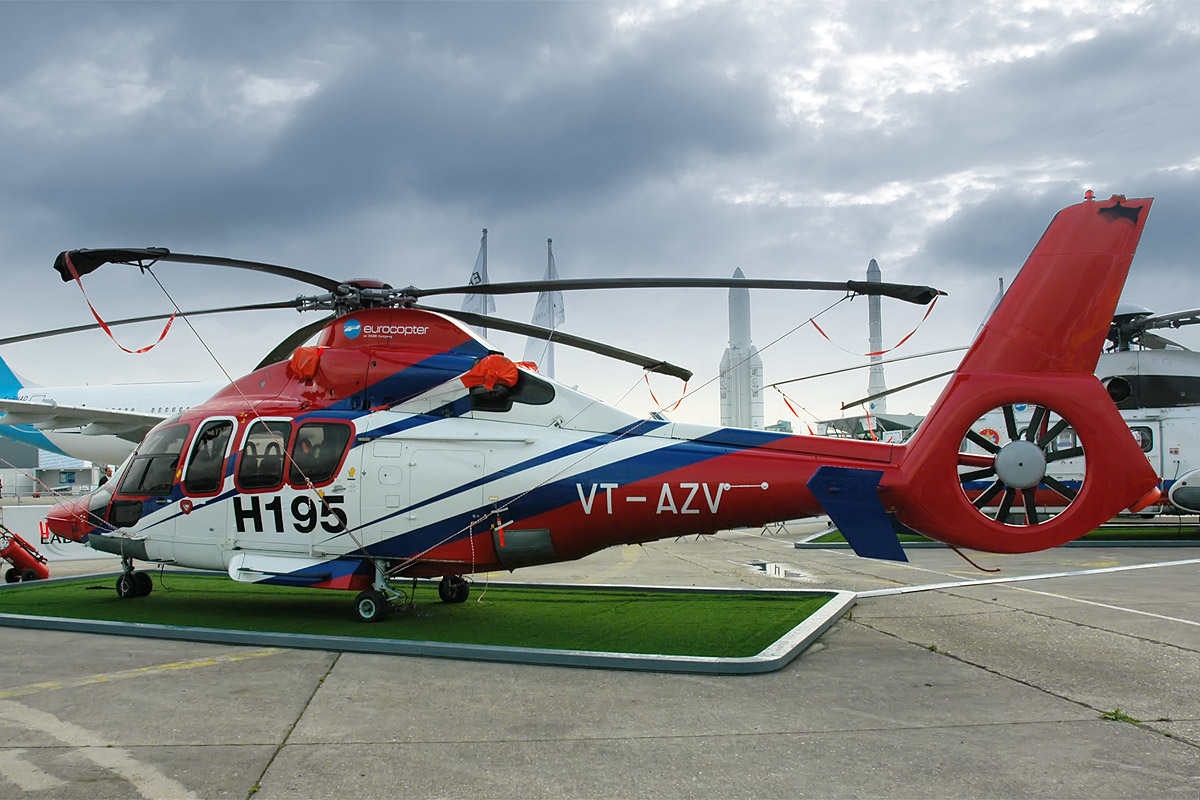
AS365
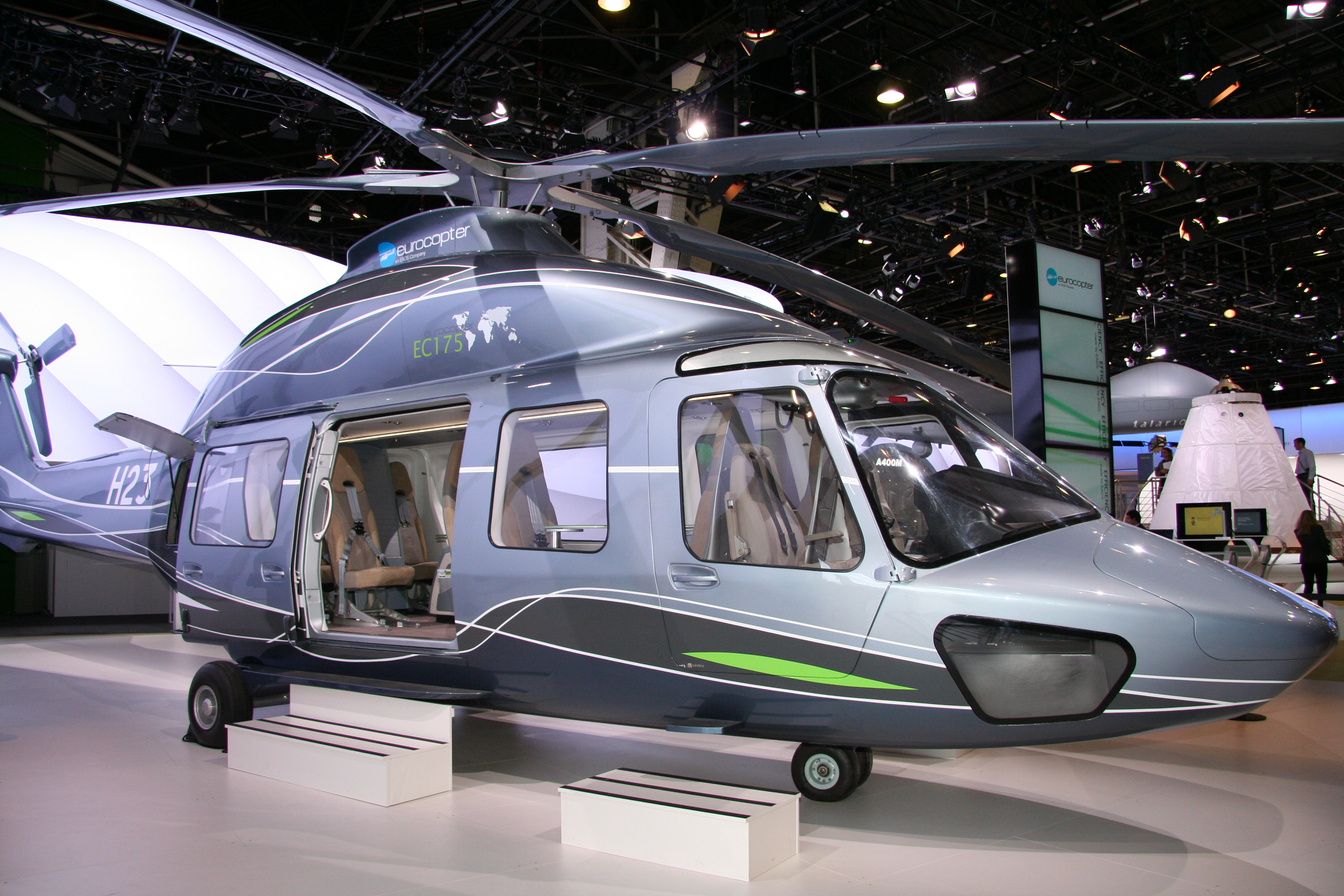
EC175
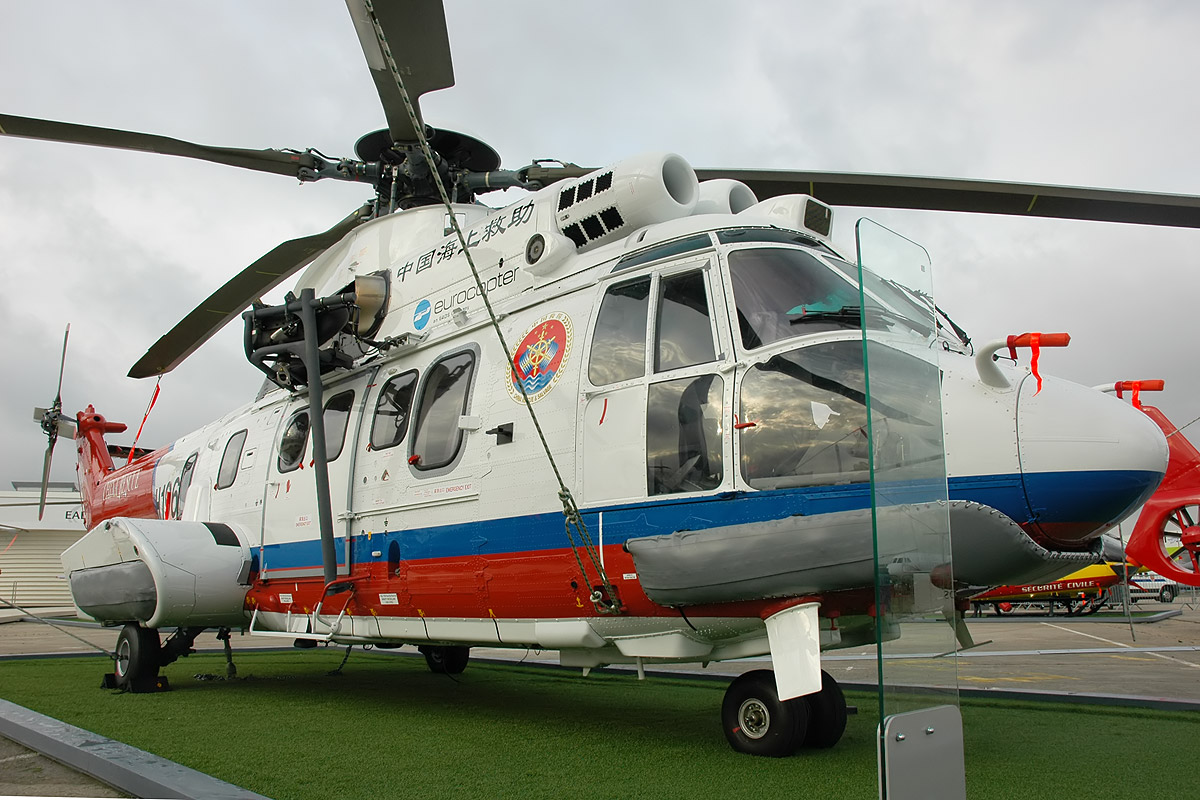
EC-225
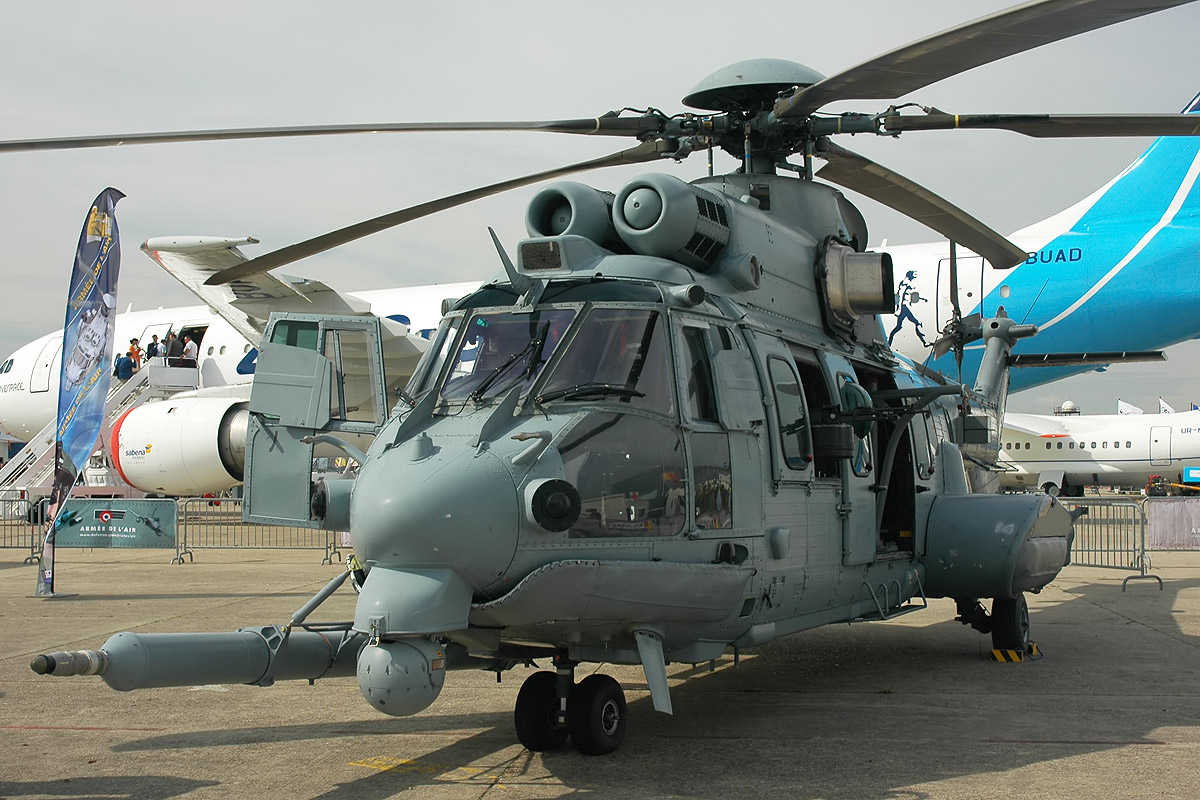
EC-725
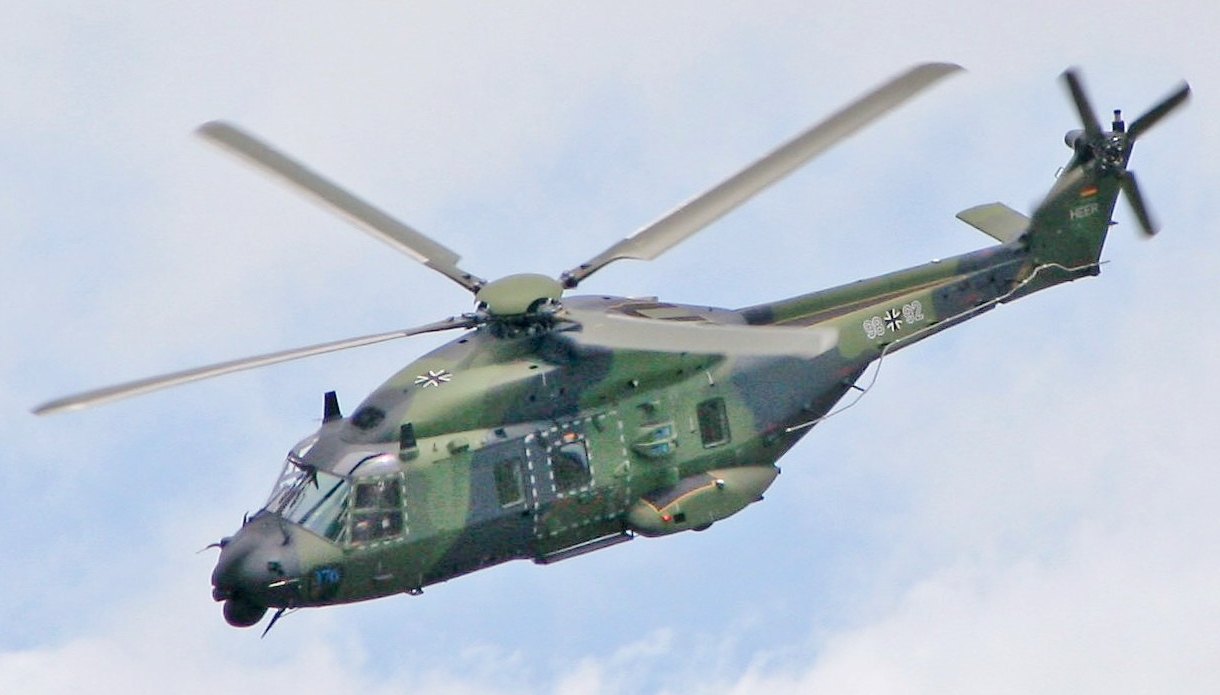
NH90
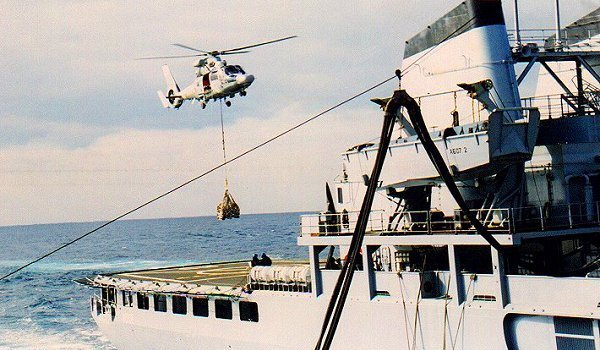
黑豹式直升机
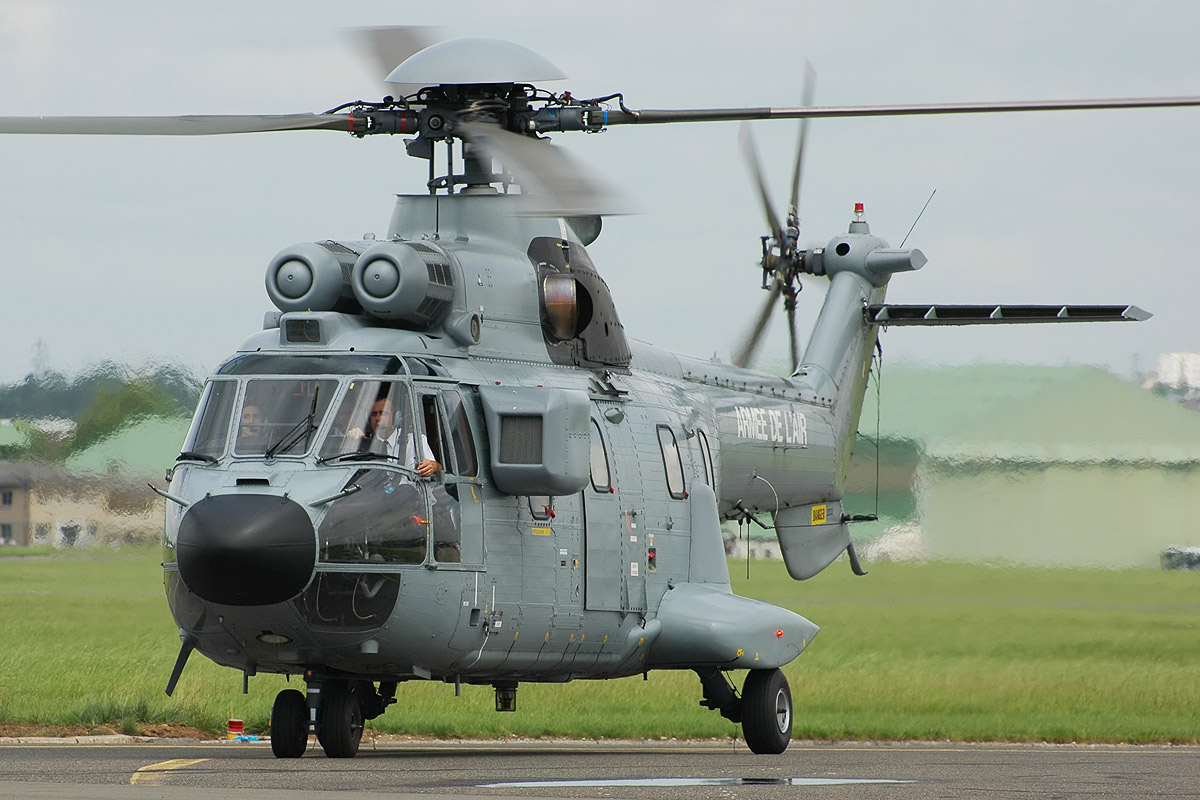
AS-332
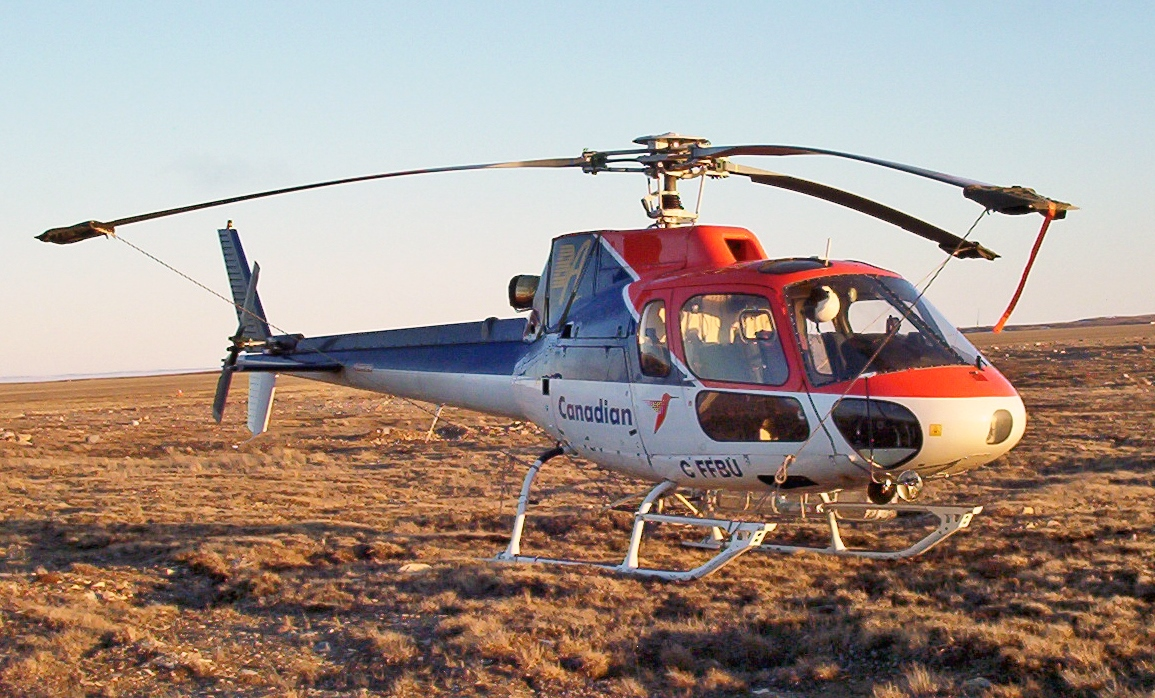
AS-350
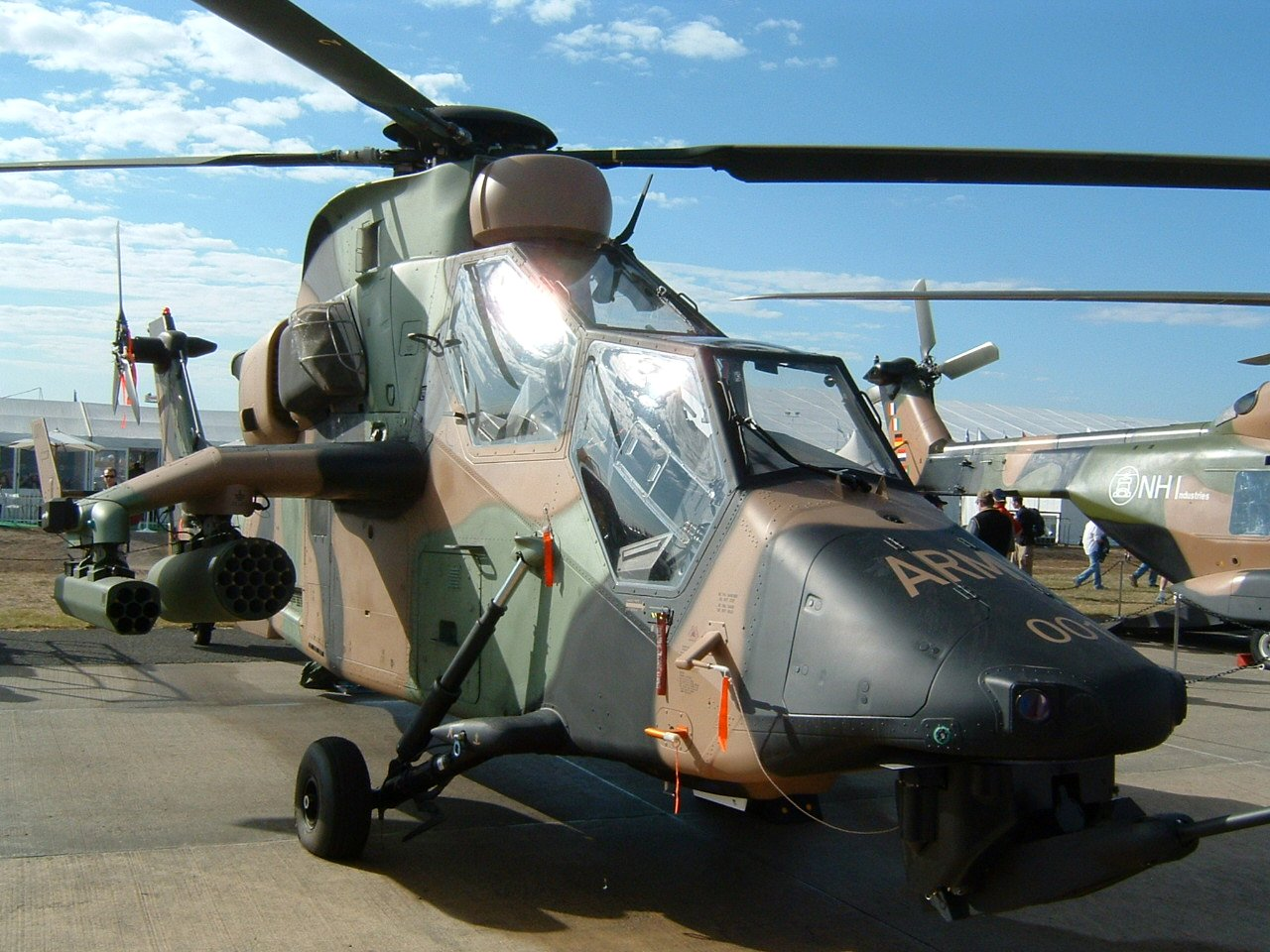
EC665

## 外部連結
- Official Eurocopter Website
- AmericanEurocopter
- Official EADS Website
- EADS' Chinese Website
- Jane's Defence Weekly on US Army award of a utility helicopter contract to EADS North America （页面存档备份，存于）
- Eurocopter timeline at Helis.com （页面存档备份，存于）